# إيدا أوغوستا هولمان
إيدا أوغوستا هولمان (بالإنجليزية: Ada Augusta Holman) (3 أكتوبر 1869، بالارات في أستراليا - 1949)؛ صحفية وروائية أسترالية.